# Barsebäck
För andra betydelser, se Barsebäck (olika betydelser).
Barsebäck är en tätort  i Kävlinge kommun och kyrkby i Barsebäcks socken i Skåne.

## Befolkningsutveckling
| Befolkningsutvecklingen i Barsebäck 1970–2020 | Befolkningsutvecklingen i Barsebäck 1970–2020 | Befolkningsutvecklingen i Barsebäck 1970–2020 | Befolkningsutvecklingen i Barsebäck 1970–2020 | Befolkningsutvecklingen i Barsebäck 1970–2020 |
| --------------------------------------------- | --------------------------------------------- | --------------------------------------------- | --------------------------------------------- | --------------------------------------------- |
|                                               |                                               |                                               |                                               |                                               |
| År                                            |                                               |                                               | Folkmängd                                     | Areal (ha)                                    |
| 1970                                          | 1970                                          |                                               | 318                                           |                                               |
| 1975                                          | 1975                                          |                                               | 328                                           |                                               |
| 1980                                          | 1980                                          |                                               | 456                                           |                                               |
| 1990                                          | 1990                                          |                                               | 460                                           | 46                                            |
| 1995                                          | 1995                                          |                                               | 418                                           | 40                                            |
| 2000                                          | 2000                                          |                                               | 434                                           | 40                                            |
| 2005                                          | 2005                                          |                                               | 509                                           | 45                                            |
| 2010                                          | 2010                                          |                                               | 524                                           | 44                                            |
| 2015                                          | 2015                                          |                                               | 689                                           | 61                                            |
| 2020                                          | 2020                                          |                                               | 983                                           | 64                                            |
| Anm.: Ny tätort 1970                          |                                               |                                               |                                               |                                               |

## Samhället
I orten ligger Barsebäcks kyrka och strax norr om tätorten ligger Barsebäcks slott. Utanför Barsebäck ligger också Barsebäcks kärnkraftverk, som uppfördes under 1970-talet, men som är taget ur bruk sedan 2005.
I närheten av tätorten finns golfbanan Barsebäck Golf & Country Club.

## Kommunikationer
Barsebäck var tidigare en station vid järnvägslinjen Kävlinge-Barsebäcks Järnväg, med stationsnamnet Barsebäcksby.
Idag förbinder regionbuss 122 (ca 1 ggr/timme) Barsebäck med Löddeköpinge och Kävlinge. Mellan juni och augusti anknyter även Sommarbussen Barsebäck med kringliggande orter.